# 아에타족

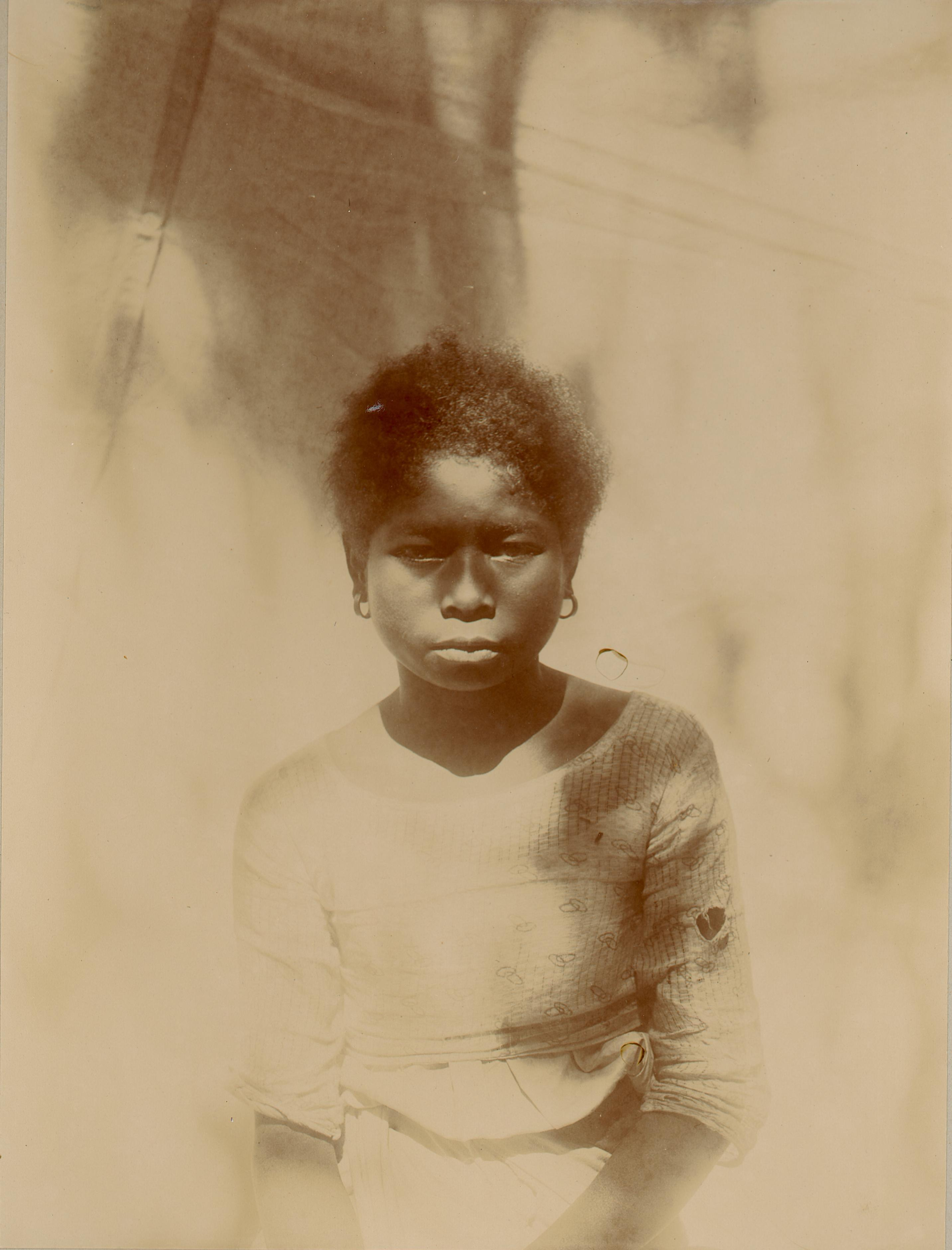
바타안주 마리벨레스 출신의 아에타족 소녀, 1901년.

아에타족 또는 아이타족(Aeta, Ayta)은 필리핀 루손섬의 외진 산악 지역에 흩어져서 살고 있는 여러 네그리토계 토착민들을 가리키는 명칭으로, 아그타(Agta)나 두마가트(Dumagat) 등으로도 알려져 있다.
이 부족들은 인류학적으로 동남아시아 여러 지역에서 발견되는 네그리토라는 인종 분류에 포함되어 왔는데, 이 집단은 검은 피부, 작은 체구, 곱슬머리, 그리고 일반 인구보다 높은 빈도로 나타나는 밝은 머리색(금발) 등을 공통적 특징으로 한다. 그들은 오스트로네시아인들의 이주 이전부터 살던 필리핀 최초의 원주민으로 추측되고 있다. 다만 오늘날의 아에타족 인구는 오스트로네시아인과 상당히 혼혈되었으며, 오스트로네시아계 언어를 모어로 사용한다.
아에타족은 전통적으로 유랑하며 수렵채집 활동으로 삶을 영위했는데, 각 이동 집단은 대략 1~5개의 가족으로 이루어졌다. "아에타족"이라는 개념은 포괄적인 표현으로서, 실제로는 단일 집단이라기보다는 유사한 수렵채집 생활 양식과 신체적 특징을 공유하는 다양한 부족 집단으로 이루어져 있다. 크게 중부 루손의 "아에타"(Aeta), 남동부 루손의 "아그타"(Agta), 동부 루손의 "두마가트"(Dumagat)로 세분하기도 하나, 이러한 구분은 임의적이며 용어는 서로 혼용되기도 한다. 또한 이름이 비슷한 비사야 제도의 네그리토 민족인 아티족(Ati)과도 자주 혼동된다.

## 명칭
네그리토라는 분류는 스페인 점령기부터 사용되어 온 분류이다. 북부 루손에 있는 다양한 아에타 집단은 푸구트(Pugut) 또는 푸코트(Pugot)로 알려져 왔다. 이 말은 일로카노어로 고블린(goblin) 또는 ‘숲의 요정’을 의미하는 말이며, 검은 피부를 가진 사람들을 뜻하는 말이기도 하다. 이러한 이름에 대하여 네그리토 자신들은 부적절하며 경멸적인 표현이라고 여기고 있다.

## 같이 보기
- 네그리토
- 부노